# 石原香代
石原香代（いしはら かよ、1969年 - ）は日本の検察官。秋田地検検事正。最高検検事などを務めた。

## 来歴
千葉県出身。東京大学法学部卒業。1995年 検事任官。
2016年4月1日 東京高検検事。2017年10月2日 法務総合研究所教官。2021年4月1日 大阪高検総務部長兼法務総合研究所大阪支所教官。2022年7月 外務省大臣官房監察査察官。2024年7月1日 最高検検事。
同年7月22日 秋田地検検事正。秋田地検で3人目の女性検事正となった。